# Richard Joseph Courtois
Richard Joseph Courtois  (17 de enero de 1806 - 14 de abril de 1835) fue un médico, botánico y explorador belga. Obtuvo un premio de la Universidad de Gante a los 17 años; obteniendo su doctorado en Medicina a los 19, y publicando varios libros.
Fue director adjunto del Jardín Botánico de Lieja.

## Algunas publicaciones
- Lejeune, ALS; RJ Courtois. 1828. Compendium florae belgicae. Ed. Apud A. Remacle

- 1827. Ver slag vanemi pkUvt h~ en landbouwkimdig retsje, gedaan in julij 1826}längs de oevers der Maas, van Litih naar Dînant, in de Ardennesen het groothertogdom Luxemburg (Bijdr., t. II, pars 1, p. 450-479)

- 1835. Mémoire sur les tilleuls d'Europe. Ed. M. Hayez. 18 pp.

### Libros
- 1823. Responsio ad quaestionem botanicam... propositam anno 1821 eQuaeritur concinna expositio eorum quae de organorum propagationi inservientium plantarum phanerogamicarum ortu, situ, fabrica et functione innotuerunt. Ed. Apud P. F. De Goesin-Verhaeghe. 113 pp.

- 1828. Recherches sur la statistique physique, agricole et médicale de la province de Liège par Richard Courtois, docteur en médecine, sous-directeur du jardin botanique de l'université de Liège. Ed. Verviers, Chez M.-R. Beaufays. Dos vols. 254 pp.

## Honores

### Eponimia
Género
- (Cyperaceae), Courtoisia Nees 1834[1]

- (Polemoniaceae), Courtoisia Rchb.[2]

Especies
- (Brassicaceae), Raphanus courtoisii H.Lév.[3]

- (Caryophyllaceae), Dianthus courtoisii Schur[4]

- (Ranunculaceae), Clematis courtoisii Hand.-Mazz.[5]

- La abreviatura «Courtois» se emplea para indicar a Richard Joseph Courtois como autoridad en la descripción y clasificación científica de los vegetales.[6]